# Turistická značená trasa 1818
 Turistická značená trasa 1818 je 4 km dlouhá modře značená krkonoše trasa Klubu českých turistů v okrese Trutnov spojující sedlo Cestník a s údolím Malé Úpy. Její převažující směr je jihozápadní. Trasa se nachází na území Krkonošského národního parku.

## Průběh trasy
Počátek turistické trasy se nachází v sedle Cestník na rozcestí s červeně značenou Cestou bratří Čapků z Pomezních Bud do Trutnova. Trasa ve svém úvodu klesá lesem západním svahem Dlouhého hřebenu po Emmině cestě na rozcestí se zeleně značenou trasou 4250 ze Spáleného Mlýna, se kterou poté vede v souběhu. Ten trvá asi jeden kilometr a zatímco trasa 4250 pokračuje dál po Emmině cestě do Horního Maršova trasa 1818 dále klesá k samotě Myslivna, kde končí u autobusové zastávky.

## Historie
Trasa z koncového rozcestí do roku 2019 pokračovala podél silnice II/252 a poté silnice II/296 na okraj Velké Úpy a poté Vavřincovým dolem stoupala na Vlašské Boudy. Silniční úsek byl zcela zrušen, úsek Vavřincovým dolem je dnes samostatnou rovněž modře značenou trasou 1892.